# SoftPC
SoftPC und SoftWindows sind Emulatoren der x86-Hardware.

## Geschichte
Diese Emulatoren wurden von der Firma Insignia Solutions entwickelt. Ursprünglich waren sie für UNIX-Workstations gedacht, um MS-DOS-Programme auszuführen.
Später wurde die Software nach Mac OS portiert und bot auch die Möglichkeit Windows zu nutzen. Die Version für den Atari ST/Falcon wurde niemals veröffentlicht.
Das Paket bestehend aus SoftPC und Windows (3.x und 9x) wurde SoftWindows genannt, obwohl es auch möglich war Windows in eine SoftPC-Umgebung mit zusätzlichen Aufwand zu installieren.
Anfang 1996 war Insignia Marktführer in diesem Produktbereich, doch der Wettbewerb wurde durch Connectix mit Virtual PC stärker. Insignia verkaufte diese Produktlinie an FWB Software im Oktober 1999, um sich in Zukunft auf Java-Implementierungen für Mobilgeräte zu konzentrieren.
FWB verkaufte SoftWindows weiterhin bis zum März 2001. Das gleiche Unternehmen bot auch die ähnliche Software RealPC bis 2003 an.

## Plattformen
Neben Mac OS bzw. dem Macintosh wurden folgende Plattformen unterstützt:
- MIPS: SGI IRIX, Ultrix
- SPARC: Sun Solaris, einschließlich SunOS
- PA-RISC: HP-UX
- POWER: IBM AIX
- M68K: NeXT
- Motorola 88000: DG-UX
- DEC VAX: OpenVMS, Ultrix
- DEC Alpha: OpenVMS, Tru64

## Versionen
SoftPC (NeXTStep)
- 2.0 (1991)
- 3.0 (1993)
- 3.1
- 4.0
- 4.1 (11. Dezember 1995)

SoftPC (Mac)
- 1.0.1
- 1.0.2
- 1.21 (Januar 1989) – für Mac II, emuliert XT
- 1.4
- 2.0 (1991)

SoftWindows (Mac)
- 1.0 (März 1994) – Emulation eines 80286
- 2.0 (September 1995) – Emulation eines 486
- 3.0 (Mai 1996) – ab Mac OS 7.1.2, enthält komplett angepasstes Windows 3.11
- 95 (Mai 1996) – enthält komplett angepasstes Windows 95
- 98 (1998) – enthält Windows 98

DEC SoftWindows für Digital UNIX
- 2.0 (Oktober 1995)

SoftWindows für IBM AIX
- 2.0 (Oktober 1995) – AIX 3.2 & 4.x, Emulation eines 486, enthält angepasstes Windows 3.1

SoftWindows für HP-UX
- 2.0 (Oktober 1995) – HP-UX 9.x & 10.x, Emulation eines 486, enthält angepasstes Windows 3.1

DEC Softwindows/SoftPC für OpenVMS AXP
- 5.0

SoftWindows für SGI IRIX
- 2.0 (Oktober 1995) – Ab IRIX 5.3, Emulation eines 486, enthält angepasstes Windows 3.1
- 4.0 (August 1997) – Ab IRIX 6.3/6.4, Emulation eines 486, enthält komplett angepasstes Windows 95
- 5.0 (Juni 1998) – Ab IRIX 6.5, Emulation eines Pentium

SoftWindows für SunOS / Sun Solaris
- 2.0 (Oktober 1995) – Emulation eines 486, enthält angepasstes Windows 3.1